# John Arbuthnott, 16. Viscount of Arbuthnott

Wappen der Viscounts of Arbuthnott

John Campbell Arbuthnott, 16. Viscount of Arbuthnott, KT, CBE, DSC, JP, FRSA, FRSE, (* 26. Oktober 1924, Dobton House, in der Nähe von Montrose, Schottland; † 14. Juli 2012 in Arbuthnott, Kincardineshire, Schottland) war ein britischer Peer, Geschäftsmann und Mitglied des House of Lords.

## Leben

### Ausbildung, Kriegsdienst und Berufslaufbahn
John Campbell Arbuthnott, 16. Viscount of Arbuthnott wurde als Sohn von Major-General Robert Keith Arbuthnott, 15. Viscount of Arbuthnott (1897–1966) und dessen Ehefrau Ursula Collingwood († 1989) auf dem Familienanwesen Dobton House in der Nähe von Montrose in Schottland geboren. Er besuchte, wie bereits sein Vater und Großvater, das Fettes College in Edinburgh; dort war er Schulsprecher (Head Boy).
1942, im Alter von 18 Jahren, trat er als Freiwilliger in die Royal Navy ein. Er war als Marine-Pilot bei der Fleet Air Arm stationiert; seine Fliegerausbildung absolvierte er in den Vereinigten Staaten. Er wurde zur 849 Naval Air Squadron abkommandiert; seinen Dienst versah er auf dem Flugzeugträger Victorious. Er flog 1944–1945 Grumman Avenger-Torpedobomber im Nahen Osten und im Pazifik, bis zur Kapitulation Japans im August 1945. 1945 wurde für seine Tapferkeit („for gallantry“) mit dem Distinguished Service Cross ausgezeichnet.
Er studierte nach seinem Ausscheiden aus dem Militärdienst (1946) Immobilienwirtschaft (Estate Management) am Gonville and Caius College der Universität Cambridge; dort erwarb er 1949 einen Bachelor-Abschluss. Arbuthnott hatte fortan eine erfolgreiche Berufslaufbahn als Immobilienmakler (Land Agent) und Immobiliensachverständiger (Chartered Surveyor), hauptsächlich in Yorkshire, Leicestershire und Midlothian. Er war von 1949 bis 1955 für den Agriculture Land Service des Britischen Landwirtschaftsministeriums (Ministry of Agriculture) tätig. Anschließend war er von 1955 bis 1967 als „Senior Land Agent“ bei der Nature Conservancy in Schottland.
1967 ging er, im Alter von 43 Jahren, für ein Jahr an die Universität Cambridge zurück, absolvierte ein Postgraduales Studium und schloss 1967 mit dem Master of Arts (Oxford, Cambridge and Dublin) ab.
Arbuthnott war von 1973 bis 1991 Direktor (Director) der Immobiliengesellschaft Aberdeen & Northern Marts Ltd; von 1986 bis 1991 war er dort zugleich Vorstandsvorsitzender (Chairman). Er war von 1978 bis 1994 Direktor (Director) der Investmentfirma Scottish Widows (Scottish Widows' Fund and Life Assurance Society); er war dort von 1984 bis 1987 auch Vorstandsvorsitzender (Chairman). Er war Vorstandsmitglied des Scottish North Investment Trust (1979–1985). Er war Direktor (Director) von Britoil plc (1988–1990) und Vorstandsmitglied des British Petroleum (BP) Scottish Advisory Board (1990–1996). 1985 wurde er „Main Board Director“ bei der Clydesdale Bank; dieses Amt hatte er bis 1992 inne.

### Weitere Ämter
Arbuthnott hatte zahlreiche weitere Ämter und Ehrenämter inne. Er war Mitglied der Countryside Commission for Scotland (1968–1971), Vorsitzender (Chairman) der Red Deer Commission (1969–1975), Präsident (President) der British Association for Shooting and Conservation (1973–1992), Präsident (President) der Scottish Landowners' Federation (1974–1979), Präsident (President) der Scottish Agricultural Organisation Society (1980–1983), stellvertretender Vorsitzender (Deputy Chairman) des Nature Conservancy Council (1980–1985), Vorsitzender  (Chairman) des Advisory Committee for Scotland (1980–1985), Präsident (President) der Federation of Agricultural Co-operatives (UK) Ltd (1983–2012).
Er war Präsident (President) der Royal Scottish Geographical Society (1984–1987). Er war weiters Mitglied Royal Zoological Society of Scotland (1976–2012); von 1976 bis 1996 war er deren Präsident. Er war außerdem Mitglied im Verwaltungsrat der University of Aberdeen (1978–1984; Member, Aberdeen University Court).

## Mitgliedschaft im House of Lords
Mit dem Erbe des Titels des Viscount of Arbuthnott wurde Arbuthnott am 15. Dezember 1966 Mitglied des House of Lords. Seine Mitgliedschaft im House of Lords endete am 11. November 1999 durch den House of Lords Act 1999.

## Auszeichnungen und Ehrungen
1972 wurde er zum Officer (OStJ) des Order of Saint John (Most Venerable Order of the Hospital of St. John) ernannt; für den Orden war von 1983 bis 1995 für Schottland als Prior (GCStJ) tätig. 1986 wurde er Commander des Order of the British Empire. 1996 wurde er zum Knight Companion des Order of the Thistle ernannt; er war somit eines der wenigen Mitglieder des auf jeweils 16 Mitglieder beschränkten Ordens. Damit wurden seine Verdienste für Schottland gewürdigt.
Er war Lord Lieutenant of Kincardineshire (1977–1999). Als aktives Mitglied der Church of Scotland amtierte Arbuthnott zweimal (1986 und 1987) als Lord High Commissioner to the General Assembly of the Church of Scotland („Her Majesty's Lord High Commissioner to the General Assembly of the Church of Scotland“).
Er war Fellow der Royal Society of Arts (FRSA), Fellow der Royal Society of Edinburgh (FRSE), Fellow der Royal Institution of Chartered Surveyors (FRICS), Fellow der Chartered Land Agents' Society (FLAS), Mitglied (Liveryman) der Worshipful Company of Farmers und Mitglied der Royal Commission on Historic Manuscripts (1987–1994).
1995 erhielt er die Ehrendoktorwürde als Doctor of Laws (Honorary Doctor of Laws; LL.D.) der Aberdeen University.

## Familie und Titel
Am 3. September 1949 heiratete er, gegen den Widerstand von Teilen seiner Familie, die ihn für eine Ehe für zu jung hielten, Mary Elizabeth Darley Oxley, die Tochter von Commander Christopher Bernard Oxley und dessen Ehefrau Kathleen Maude Eginton Grant. Aus der Ehe gingen zwei Kinder hervor, ein Sohn und eine Tochter. Die Ehe galt als glücklich; im Jahre 2009 feierten Arbuthnott und seine Ehefrau Mary ihre Diamantene Hochzeit. Seine Ehefrau starb im Januar 2010.
Er lebte auf seinem Anwesen Arbuthnott House in dem Dorf Arbuthnott, in der Grafschaft Kincardineshire. Er starb dort am 14. Juli 2012 im Alter von 87 Jahren nach langer Krankheit. Die Trauerfeier (mit anschließender Beisetzung) fand am 20. Juli 2012 in der Arbuthnott Kirk statt. Am 12. September 2012 wurde für ihn ein Gedenkgottesdienst in der St Machar’s Cathedral in Aberdeen abgehalten.
Am 15. Dezember 1966 erbte er mit dem Tod seines Vaters den Titel des Viscount of Arbuthnott als 16. Viscount of Arbuthnott, of County Kincardine in der Peerage of Scotland (erstmals verliehen 1641) und den damit verbundenen Titel des 16. Lord Inverbervie, County Kincardine (Peerage of Scotland, erstmals verliehen 1641).
Titelerbe wurde nach seinem Tod sein einziger Sohn, (John) Keith Oxley Arbuthnott, Master Arbuthnott (* 1950).